# Chewelah (Washington)
Chewelah es una ciudad ubicada en el condado de Stevens en el estado estadounidense de Washington. En el año 2000 tenía una población de 2.186 habitantes y una densidad poblacional de 286,9 personas por km².

## Geografía
Chewelah se encuentra ubicada en las coordenadas 48°16′50″N 117°43′23″O / 48.28056, -117.72306.

## Demografía
Según la Oficina del Censo en 2000 los ingresos medios por hogar en la localidad eran de $25.238, y los ingresos medios por familia eran $33.750. Los hombres tenían unos ingresos medios de $36.065 frente a los $18.938 para las mujeres. La renta per cápita para la localidad era de $13.843. Alrededor del 18,3% de la población estaban por debajo del umbral de pobreza.